# Lachlania lucida
Lachlania lucida är en dagsländeart som beskrevs av Eaton 1883. Lachlania lucida ingår i släktet Lachlania och familjen Oligoneuriidae. Inga underarter finns listade i Catalogue of Life.